# Mazda CX-9
Der Mazda CX-9 ist ein SUV mit bis zu sieben Sitzplätzen des japanischen Automobilherstellers Mazda, der erstmals am 12. April 2006 auf der New York International Auto Show vorgestellt wurde. Das Nachfolgemodell ist der Anfang 2023 vorgestellte Mazda CX-90.

## 1. Generation (2006–2016)

### Geschichte
Das große SUV wurde im Werk Ujina, in der Nähe der Mazda-Zentrale in Hiroshima, produziert. Die Markteinführung in den USA fand Anfang 2007 statt.
Ursprünglich sollte der CX-9 ausschließlich in den USA, nicht aber auf dem europäischen Markt angeboten werden. Später wurde er auch in Russland angeboten, von wo während der Finanzkrise rund 1000 Wagen nach Westeuropa kamen (erkennbar durch 6-Sitzer-Layout). 2008 wurde das Modell in Nordamerika Auto des Jahres (Trucks).
Durch den schnellen Absatz der ersten Tranche wurde in Deutschland auch noch eine geringe Menge vom im Sommer 2009 überarbeiteten Modell zusätzlich vermarktet (erkennbar durch 7-Sitzer-Layout). Die in Deutschland ausgelieferten Wagen haben eine gültige Garantie von Mazda Deutschland/Europa, welche diese Fahrzeuge von den importierten CX-9 unterscheidet.
Im September 2009 wurde der CX-9 erstmals einem Facelift unterzogen. Eine erneute Modellpflege erfolgte im Dezember 2012.

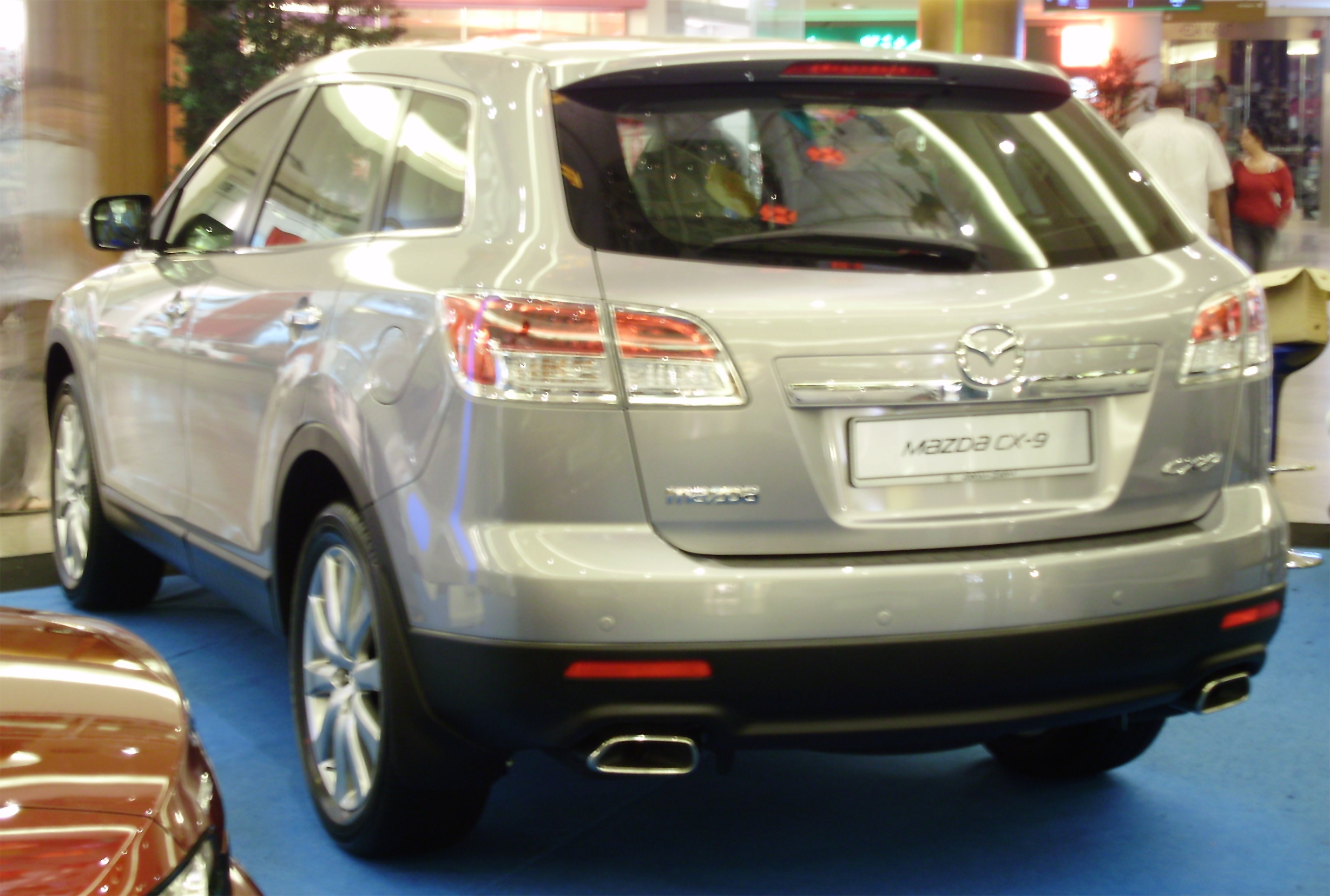
Heckansicht
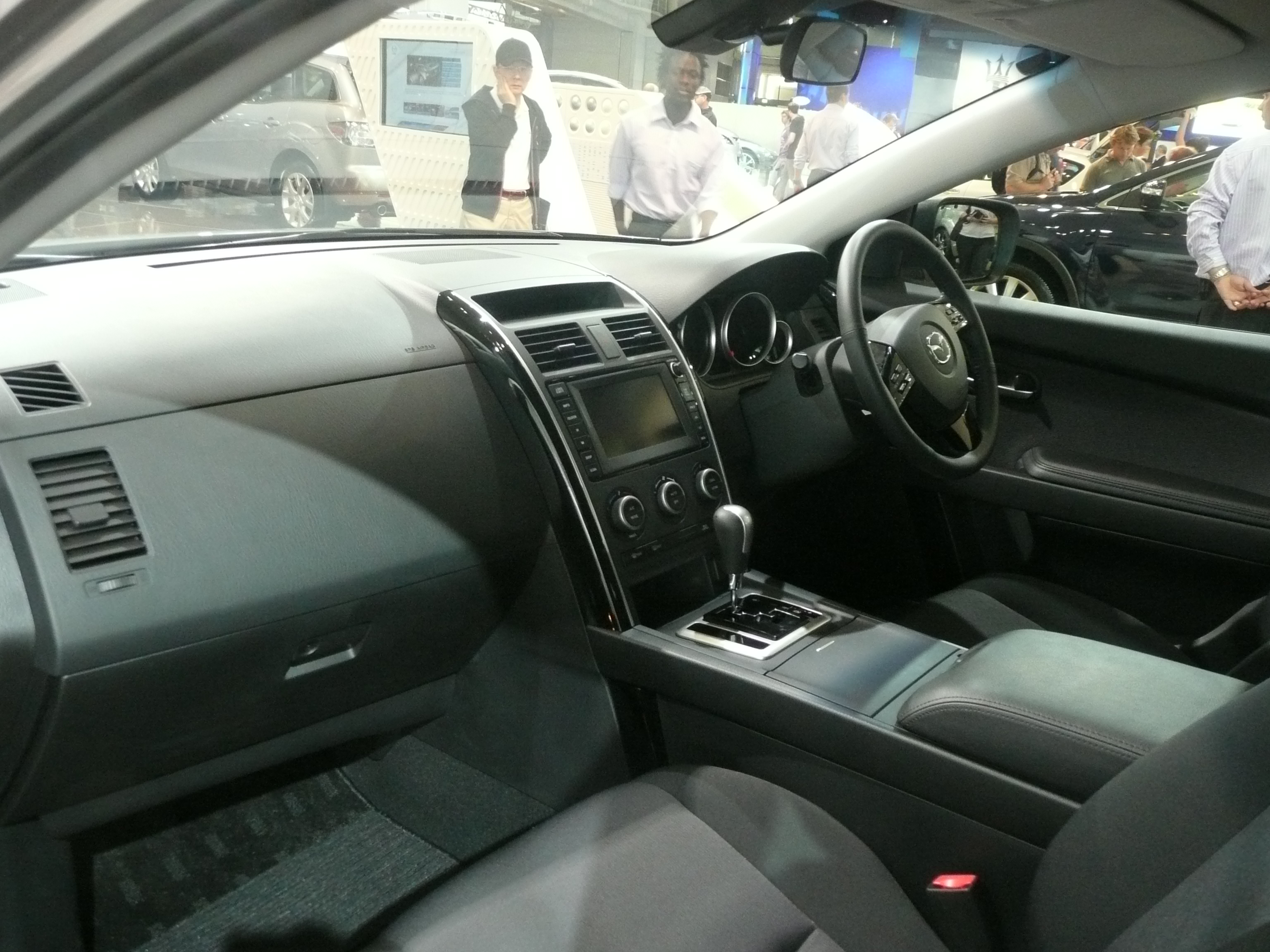
Cockpit
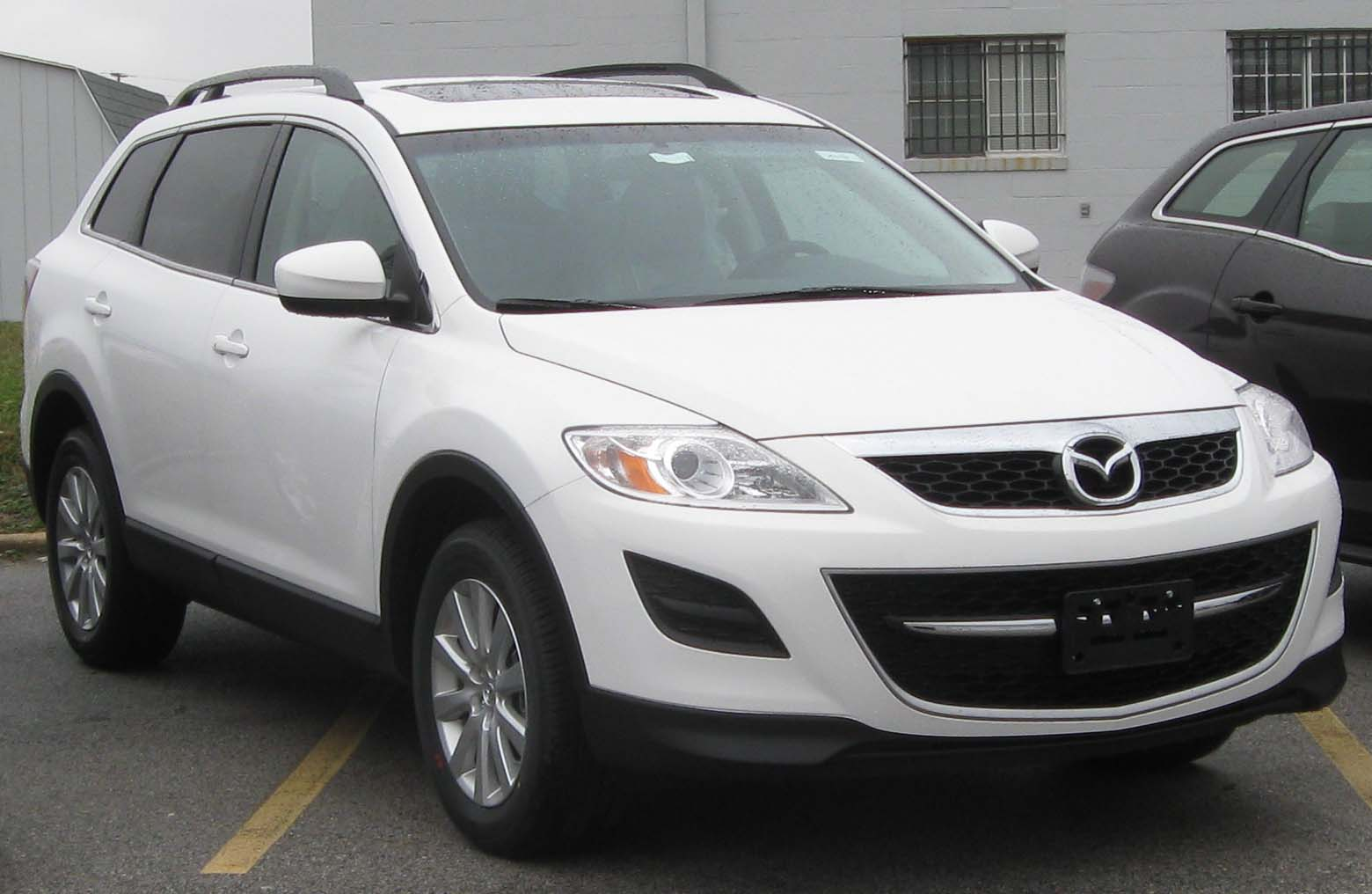
Mazda CX-9 (2009–2012)
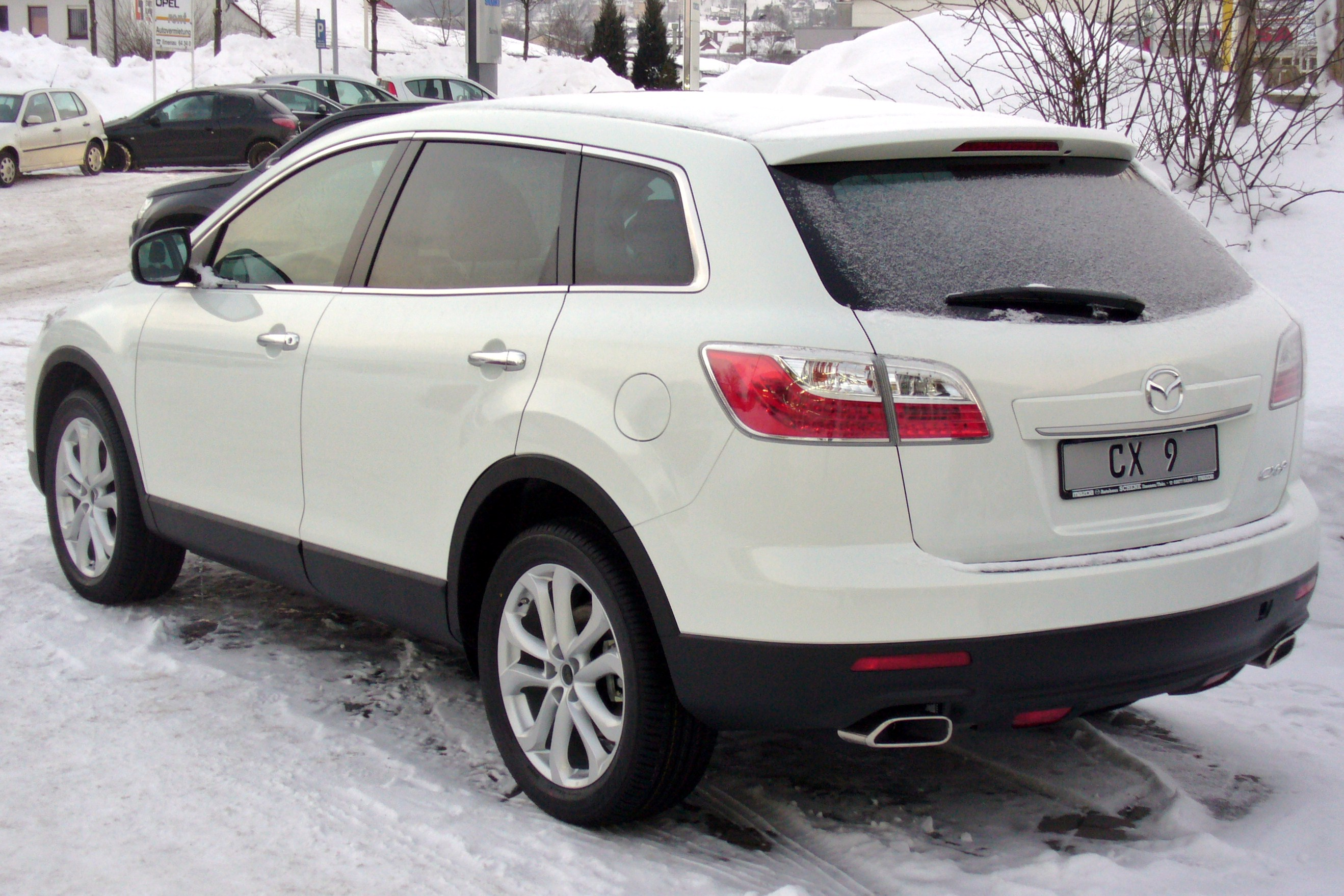
Heckansicht
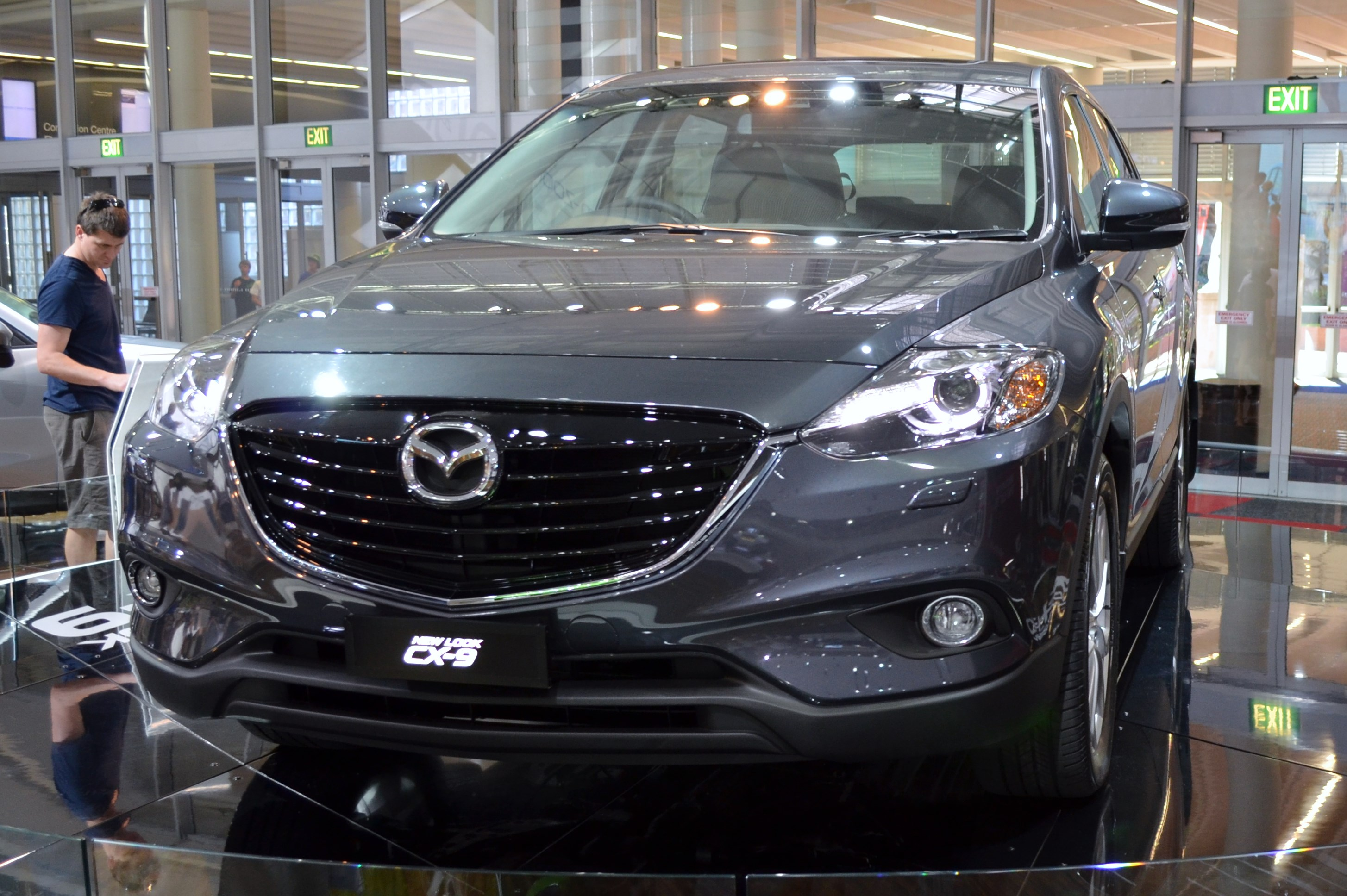
Mazda CX-9 (2012–2016)

### Technische Daten
Als Antrieb dient ein 3,7-l-V6-MZI-Benzinmotor (anfangs ein 3,5-l-V6). Es steht ein 6-Stufen-Automatikgetriebe zur Verfügung. Angetrieben werden sowohl Vorder- als auch Hinterachse, optional auch nur die Vorderachse.
| Motor                           | 3,7 l V6                                            |
| Hubraum (cm³)                   | 3726                                                |
| Max. Leistung (kW/PS)           | 204/277 bei 6250                                    |
| Max. Drehmoment (Nm)            | 367 bei 4250                                        |
| Höchstgeschwindigkeit (km/h)    | 180 (elektronisch abgeregelt) 220 (ohne Abregelung) |
| Getriebe (serienmäßig)          | 6-Stufen-Automatik                                  |
| Beschleunigung (0–100 km/h)     | 8,0–10,0 s                                          |
| Verbrauch kombiniert (l/100 km) | 13,0 (US-Norm) oder 11,3 (Russland)                 |

Die letztmals im Jahr 2016 in Deutschland verkauften CX-9 sind bei 192 km/h abgeregelt. Sie haben eine theoretische Höchstgeschwindigkeit von 235 km/h. Die Beschleunigung beträgt 7,5 s von 0 auf 100 km/h.

## 2. Generation (2016–2023)
Auf der North American International Auto Show in Detroit stellte Mazda im Januar 2016 die zweite Generation des Mazda CX-9 vor. Dieser stand ab Juli 2016 bei den amerikanischen Händlern. In Europa wurde das Fahrzeug ab Dezember 2017 in Russland und der Ukraine verkauft. Im August 2020 präsentierte Mazda eine überarbeitete Version des CX-9. Die Änderungen fanden hauptsächlich im Innenraum statt.

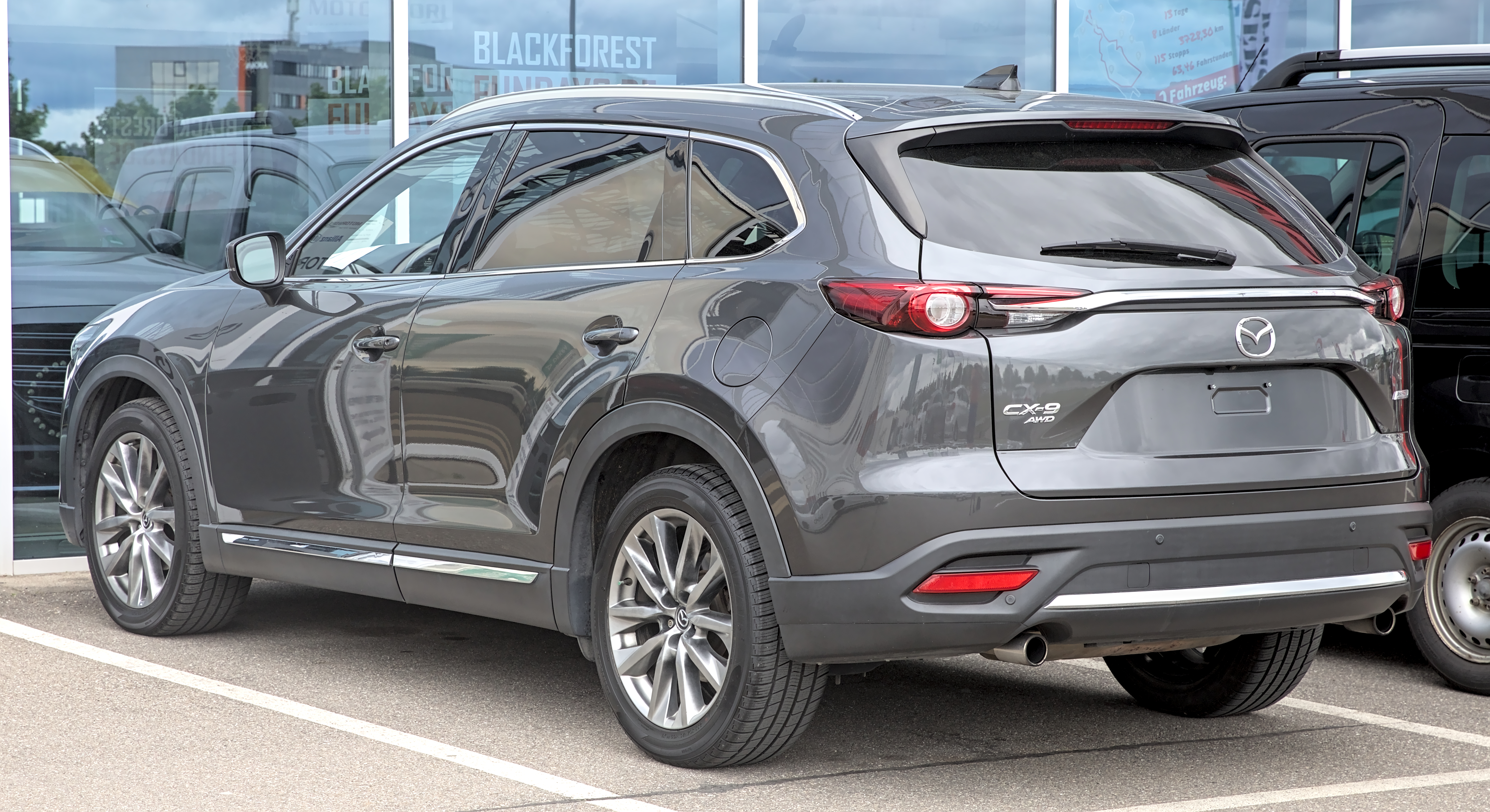
Heckansicht
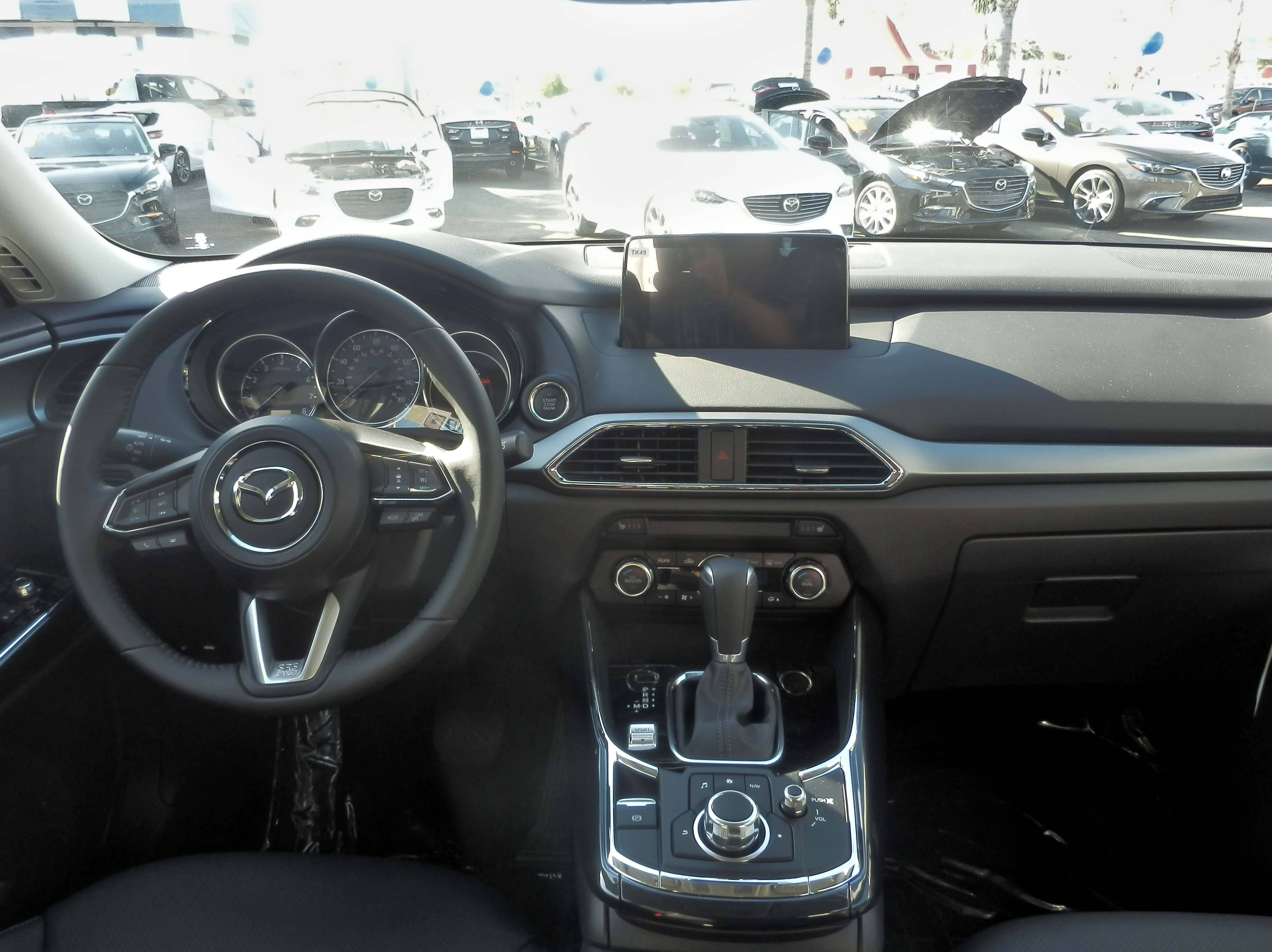
Innenraum
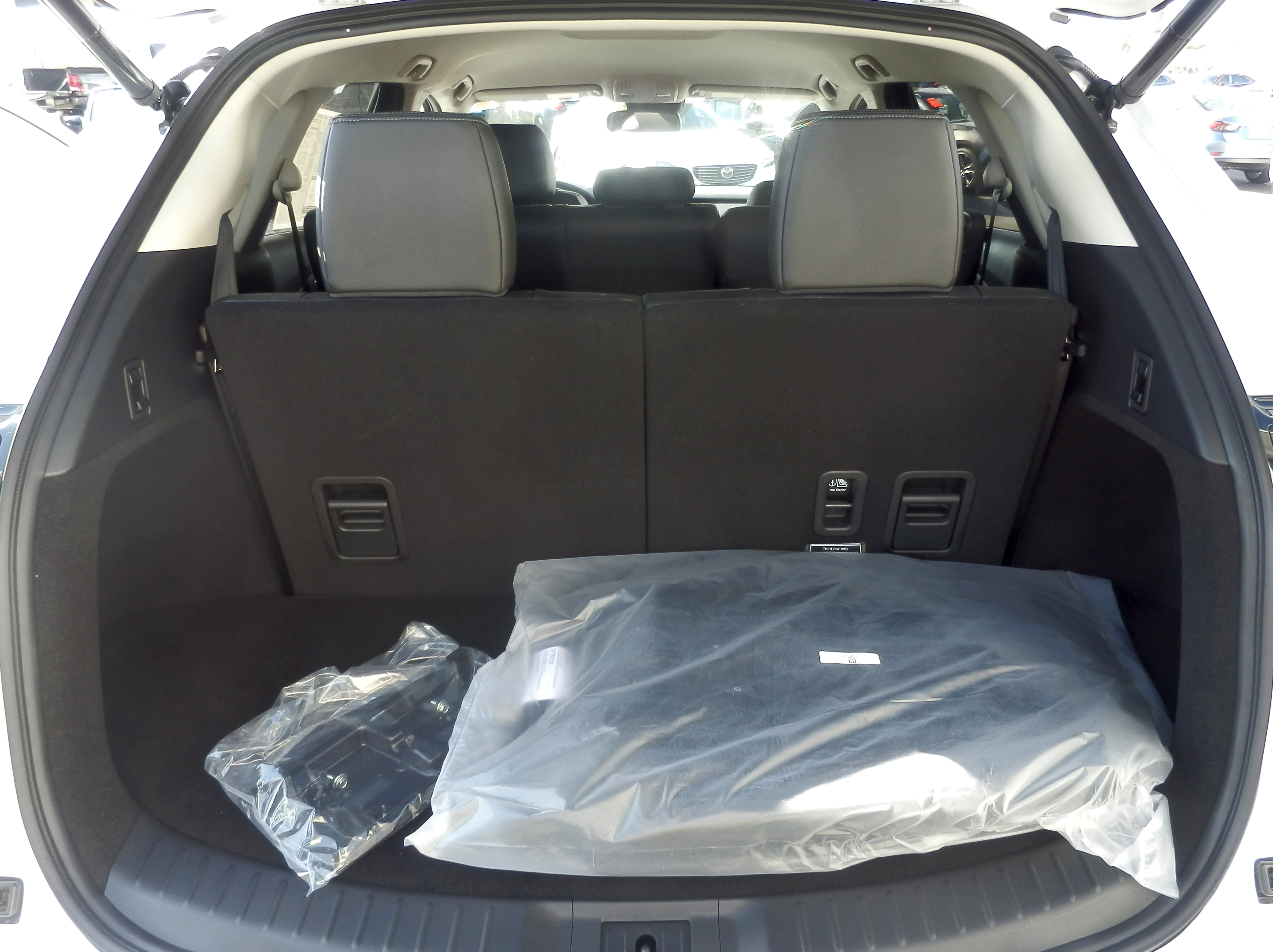
Kofferraum
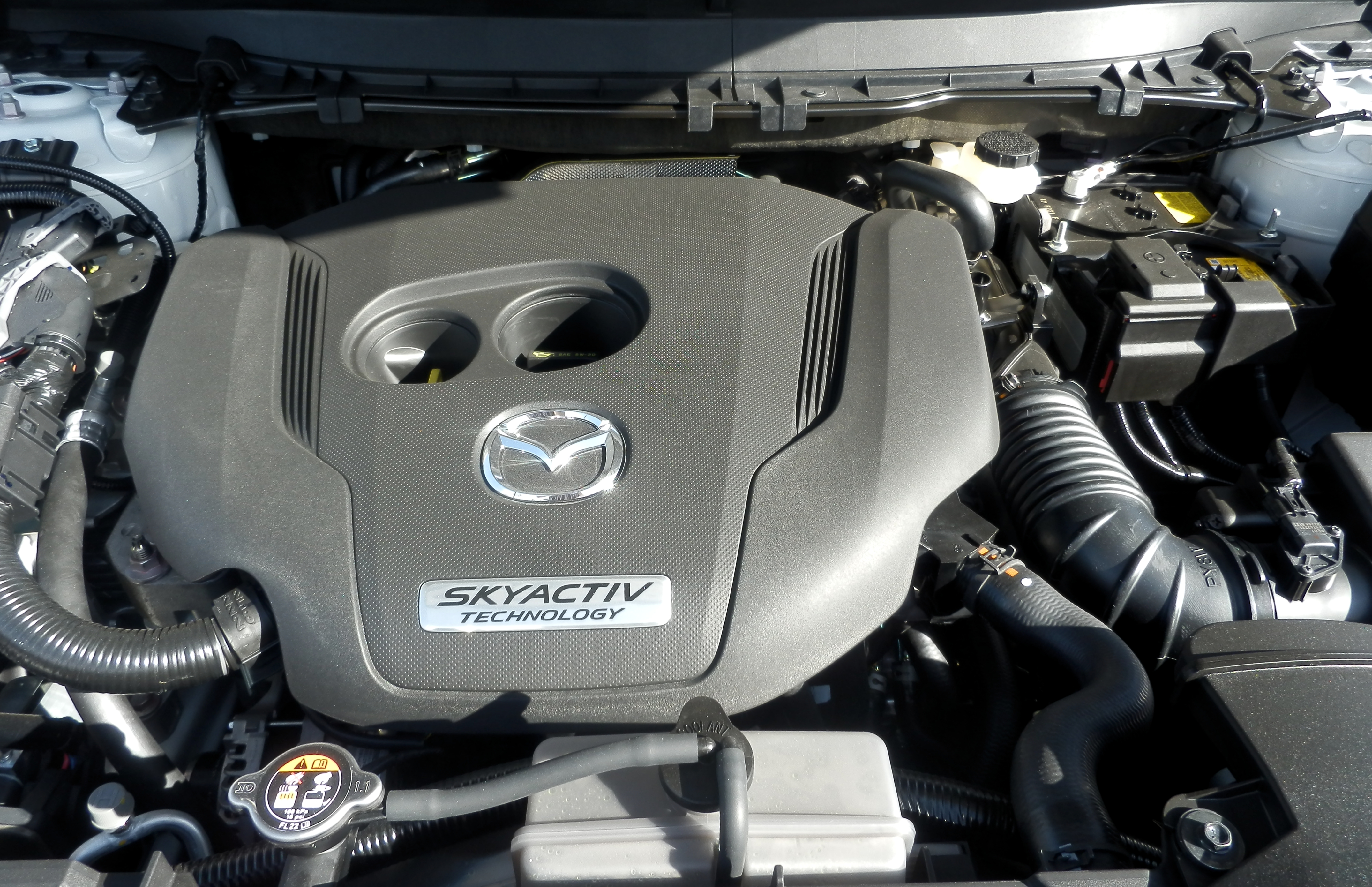
2,5-Liter Skyactiv-G Ottomotor

### Technische Daten
Den Antrieb übernimmt ein neuer 2,5-Liter-Vierzylindermotor mit 170 kW (231 PS).
| Motor                           | 2.5 Skyactiv-G Turbo R4           |
| Hubraum (cm³)                   | 2488                              |
| Verdichtungsverhältnis          | 10,5 : 1                          |
| Max. Leistung (kW/PS)           | 170 kW (231 PS) bei 5000          |
| Max. Drehmoment (Nm)            | 420 bei 2000                      |
| Höchstgeschwindigkeit (km/h)    | 210                               |
| Getriebe (Serienmäßig)          | 6-Stufen-Automatik                |
| Beschleunigung (0–100 km/h)     | 2WD: 8,2 s 4WD: 8,6 s             |
| Verbrauch kombiniert (l/100 km) | 2WD: 9,3 l Super 4WD: 9,6 l Super |
| Tankinhalt                      | 74 l                              |